# 宇佐美なな (AV女優)
宇佐美 なな（うさみ なな、1992年12月31日 - ）は、日本の元AV女優。ロータスグループ所属。

## 経歴
2012年3月、オーロラプロジェクト・アネックスよりAVデビュー。美少女路線で活動した。
趣味：水泳・映画鑑賞

## 作品
全てアダルトビデオ。
2012年
- no title 〜なな〜「どうしても、この子の素晴らしさを表現できるタイトルが思い浮かびません……。」（3月13日、オーロラプロジェクト・アネックス）
- 体育会系部活少女 剣道部員 なな（3月24日、ラマ）
- スゴ〜く！制服の似合う素敵な娘 MEGA MAX なな（3月25日、オーロラプロジェクト・アネックス）
- 凌辱ワンルーム 踏みにじられた夢の初体験 憧れの人の目の前で犯され、蹂躙される哀少女…。（3月25日、オーロラプロジェクト・アネックス）
- 働くオンナ獲り 【就活中のリクルーターをハメ廻せ!!】 vol.15（4月3日、プレステージ）
- 黒髪少女兄妹近親美尻画報（4月6日、NON）
- 拘束強制絶頂「もうゆるして…これ以上イッたら、ワタシ コ・ワ・レ・ル…。」 宇佐美なな（4月13日、オーロラプロジェクト・アネックス）
- ケモノたちの宴 父親に置き去りにされ肉奴隷化の苛烈な査定の餌食となった生け贄の美少女 宇佐美なな （4月13日、オーロラプロジェクト・アネックス）
- 続・素人娘、お貸しします。VOL.45（4月20日、プレステージ）
- S級長距離ランナー中出し なな（4月25日、サムシング）
- 泡姫天使 制服湯女 今日が水揚げスペシャル! 宇佐美なな（4月25日、オーロラプロジェクト・アネックス）
- ケモノたちの宴 親友に裏切られ、肉体売買の道具にされる為に何人もの男達に犯され続け、汚されて行く名門女子校の美少女…（4月25日、オーロラプロジェクト・アネックス）
- 夕焼け素人宅配ソープ 08号（5月2日、プレステージ）
- 小児病棟 変態ロリコン小児科医による入院少女強制孕ませわいせつ映像（5月2日、GLAY'z）
- 数年ぶりに会った叔父さんに「昔みたいに、一緒にお風呂に入ろうよ」と成長した身体を平気で見せる美巨乳の姪っ子（5月3日、グローリークエスト）
- 密かに妹にスケベ心を抱いてるシスコンの僕がデリヘルを呼んだら…甘えんぼでお兄ちゃんっ子だったはずのモノホンのアイツが来てたっぷりコッチが甘えさせられちゃいました。（5月4日、NON）
- 家庭教師 生徒の想いを受け入れて（5月7日、BeFree）
- 誰にも言えない禁断のレズ恋愛 姉妹 〜姉が嫁ぐまでの7日間（5月10日、ディープス）
- 汚された清楚なカラダ（5月11日、プレステージ）
- 援交 転校生 なな（5月11日、アップス）
- 国内線で見つけた黒スト美脚な変態CA（5月11日、アップス）
- 美少女淫虐録 01（5月11日、MAD）
- 超カワ少女は催眠と淫語で中出し肉便器になる!（5月19日、ジェントルマン/妄想族）
- 禁じられた欲望 親戚からもらった娘を性欲処理に犯す叔父さん（5月24日、F&A）
- ロリ専科 ●5才 脅迫を断ってはイケない恥毛少女（6月1日、グレイズ）
- いいなり美少女性的虐待（6月1日、ワンズファクトリー）
- 美少女涙目ゲロイラマチオ（6月7日、グローリークエスト）
- 街中ゲリラ路上ナンパ兵器 マジックミラー便 出張！オチ○ポお悩み相談クリニック 下半身にコンプレックスを抱えたメンズクリニック帰りの素人君を逆ナンパしちゃいます！（6月7日、ディープス）
- 特別授業中の視聴覚室で同級生のアノ娘に手を出したら声を押し殺して感じ始めた…（6月7日、アキノリ）
- 黒髪清純少女の異常性欲（6月7日、アイエナジー）
- 性欲処理専門 セックス外来医院 3（6月7日、SODクリエイト）
- 「いたくしないでね」 1（6月12日、プレステージ）
- 地味っ子と性行為(6月13日、 ムーディーズ)
- ヌル撮 オイルマッサージ 心理カウンセラーのセラピー猥褻マッサージ（6月21日、グローリークエスト）
- 制服美少女と性交（6月22日、ドリームチケット）
- 撮影現場入りした女優に打ち合わせなし！待ったなし！コンドームなし！即ハメ中出しSEX 3（7月5日、グローリークエスト）
- 近親相姦 優しい娘は犯されても父のチ○ポを騎乗位で柔らかく包み込む（7月5日、ヒビノ）
- 超高級未成年「二輪車」ソープ嬢（7月5日、SODクリエイト）
- 発育測定！未体験 丸見え映像 ～新入生 春のロリ検診～（7月6日、グレイズ）
- 熱接吻（7月7日、プレミアム）
- 淫虐調教される白衣の天使 新人ナース強制潮吹き中出しファック（7月13日、マルクス兄弟）
- 美少女×失禁 射精みたいな快感おもらし。（7月13日、MOODYZ）
- 地味子は隠れ巨乳 12 なな（7月15日、ケー・トライブ）
- 無限絶頂アクメ（7月20日、プレステージ）
- やっぱり、君が好き 美少女・微熱レズビアン 〜第5章・ささえ愛〜（7月20日、ワープエンタテインメント）
- kawaii*×kira☆kira×E-BODY3メーカー連動コラボ作品第3弾！キラカワ☆E学園 エッチに弾けちゃうぞkawaii*大乱交（7月25日、kawaii）
- 爆イカセ（7月27日、EROTICA）
- 拝啓、お兄ちゃん。（8月1日、ワンズファクトリー）
- お兄ちゃんとフェラチオ好きなメガネ妹（8月1日、ワンズファクトリー）
- 布団の中で密着性交（8月1日、MOODYZ）
- ものすごいお漏らしとハメ潮 3時間スペシャル（8月7日、プレミアム）
- 犯された家政婦 ふたりの狭間で…（8月7日、アタッカーズ）
- 狙われた水泳部員 なな 〜無抵抗な少女に襲いかかる男たち〜（8月21日、プレステージ）
- 六年三組体育館中出し乱交（9月28日、アイビーワークス）
- すぐに破れるコンドーム×宇佐美なな（9月28日、EROTICA）
- 先生と私〜純愛レズビアン〜（10月1日、U&K）
- JKブルマ 10（10月5日、クリスタル映像）
- イカセ4時間 宇佐美なな（10月12日、ケイ・エム・プロデュース）
- 略奪と監禁と調教（10月13日、ワンズファクトリー）
- ビュービュー潮吹き 潮まみれダブル痴女2（10月19日、CROSS）
- 唾液☆キス魔少女（10月19日、ドグマ）
- 父親に売り飛ばされた不幸な少女 豪邸内メイド兼肉奴隷JK強制イラマ失禁おもらし調教号泣生中出しSEX!!（10月19日、幼誘監本舗/妄想族）
- エロ尻騎乗位で責めてあげる（10月25日、アロマ企画）
- 女子校生本物中出し（10月25日、本中）
- 幼妻は潮吹き女子校生（11月1日、ワンズファクトリー）
- ノーパン 宇佐美なな お貸しします。（11月2日、クリスタル映像）
- 媚薬鬼イカセ（11月9日、ケイ・エム・プロデュース）
- 宇佐美なな スペシャルセックスムービー・クライマックススペシャル（11月13日、オーロラプロジェクト・アネックス）
- 素顔がかわいぃ援交少女（11月13日、HERO）
- いもうとLOVEプラス 39（11月15日、ケー・トライブ）
- れずぶるま（11月19日、ゆり★ゆり）
- エッチな騎乗位で抜いてあげる 積極的なオンナの子！覚悟してね！男子たち！（11月20日、プレステージ）
- 極見えパイパン中出し（11月25日、本中）
- Gyu！ 真正中出しラブリーデート（11月30日、モブスターズ）
- OL美尻バス痴漢（12月1日、プレステージ）
- ザーメンを愛するすべての人に捧げる 史上最大のザーメンファン感謝祭 3（12月6日、SODクリエイト）
- 老人介護ヘルパーの濃厚すぎる接吻ファック（12月13日、マルクス兄弟）
- 全てを見渡す超展望アングル 3年B組 大乱交学園（12月20日、SODクリエイト）
- スク水H 50（12月21日、クリスタル映像）
- 禁断の縄奴隷 義父に愛されて 宇佐美なな 26歳（12月25日、グローバルメディアエンタテインメント）

2013年
- ごっくん志願!7 ななは誰の精子でも飲みます（1月18日、映天）
- ヤリたい女（1月25日、ハヤブサ）
- 宇佐美ななのソープしちゃうぞ（1月25日、クリスタル映像）
- 黒髪女子大生にオモチャにされる夢のハーレムマンション生活（1月25日、ケイ・エム・プロデュース）
- 青春!ブルマー 10（2月7日、ミル）
- NON STOP ORGASM ポルチオエンドルフィン 宇佐美なな 唯我絶頂（2月8日、クリスタル映像）
- ヘルメット女学生 拉致監禁白書（2月8日、ケイ・エム・プロデュース）
- 可愛くてツンデレな妹に催眠をかけて助平なことを、いっぱいしました。（2月13日、マルクス兄弟）
- プラシーボエフェクトエクスタシー（2月21日、グローリークエスト）
- ブルマ王（2月21日、ディープス）
- 大胆パンチラで挑発され、ま○こ見せつけられながらパンツで手コかれちゃった僕。（2月25日、アロマ企画）
- 鬼畜の群れ 囚われの美少女二人。獣共は彼女たちを、ボロボロになるまで貪り尽してゆく…。（2月25日、オーロラプロジェクト・アネックス）
- 地味な女子校生による陰湿なイジメ（3月5日、フリーダム）
- 宇佐美ななの家庭教師でしようよ（3月8日、クリスタル映像）
- スペルマ妖精 7 美女の精飲（3月15日、映天）
- 美女と包茎 真性を含むオール包茎しゃぶり（3月15日、映天）
- 宇佐美なな 〜少女の犯される猥褻な尻〜（3月20日、ユープランニング）
- 純愛レズビアン ON LIVE 10（3月29日、ピエロ）
- 親の目の前で犯されて感じる娘（4月4日、グローリークエスト）
- 優しいお兄ちゃんのアナルにペニバンをブチ込んだ妹（4月5日、フリーダム）
- 可愛い顔してデカ尻!!（4月10日、MARRION）
- 母の再婚相手に開発された娘（4月11日、タカラ映像）
- 宇佐美ななと同棲しませんか?（4月12日、クリスタル映像）
- 美少女・体液奴隷（4月19日、ドグマ）
- 魔法仮面マジカルマスク ～第2巻 若年時代編～（4月26日、GIGA）
- S-Cute Girls 大倉彩音 宇佐美なな 大沢美加（6月1日、S-Cute）
- 強襲ハンター開発計画File_05 Gilgames 前編（9月13日、GIGA）
- チャージマーメイドSPECIAL -鏡の中の偽七海！？-（10月11日、GIGA）
- 黒人ビースト軍団と乱交SEXパーティ（11月8日、ケイ・エム・プロデュース）
- セ・リーヌの星（11月8日、GIGA）